# Dança (canção)
"Dança" é um single dos cantores brasileiros Lorena Chaves e Marcos Almeida lançado em maio de 2015 pela gravadora Som Livre.
A música foi escrita pelos dois cantores em parceria. A gravação entre os dois é uma espécie de sequência da música "Cartão Postal", presente no primeiro álbum de Lorena Chaves (2013). Gravações da música foram divulgadas anteriormente, e ambos os artistas cantaram-na em apresentações ao vivo do Nossa Brasilidade, antes do lançamento. Após a publicação, a música foi tocada em shows de Marcos e Lorena.